# Andrésy
Andrésy település Franciaországban, Yvelines megyében. Lakosainak száma 13 663 fő (2022. január 1.). Andrésy Achères, Carrières-sous-Poissy, Chanteloup-les-Vignes, Conflans-Sainte-Honorine, Maurecourt és Triel-sur-Seine községekkel határos.

## Népesség
A település népességének változása:
| Lakosok száma | 12 249 | 12 403 | 13 076 | 13 324 | 13 078 | 13 302 | 13 236 | 13 230 | 13 663 |
|               | 2013   | 2015   | 2016   | 2017   | 2018   | 2019   | 2020   | 2021   | 2022   |